# Amtsgericht Quedlinburg

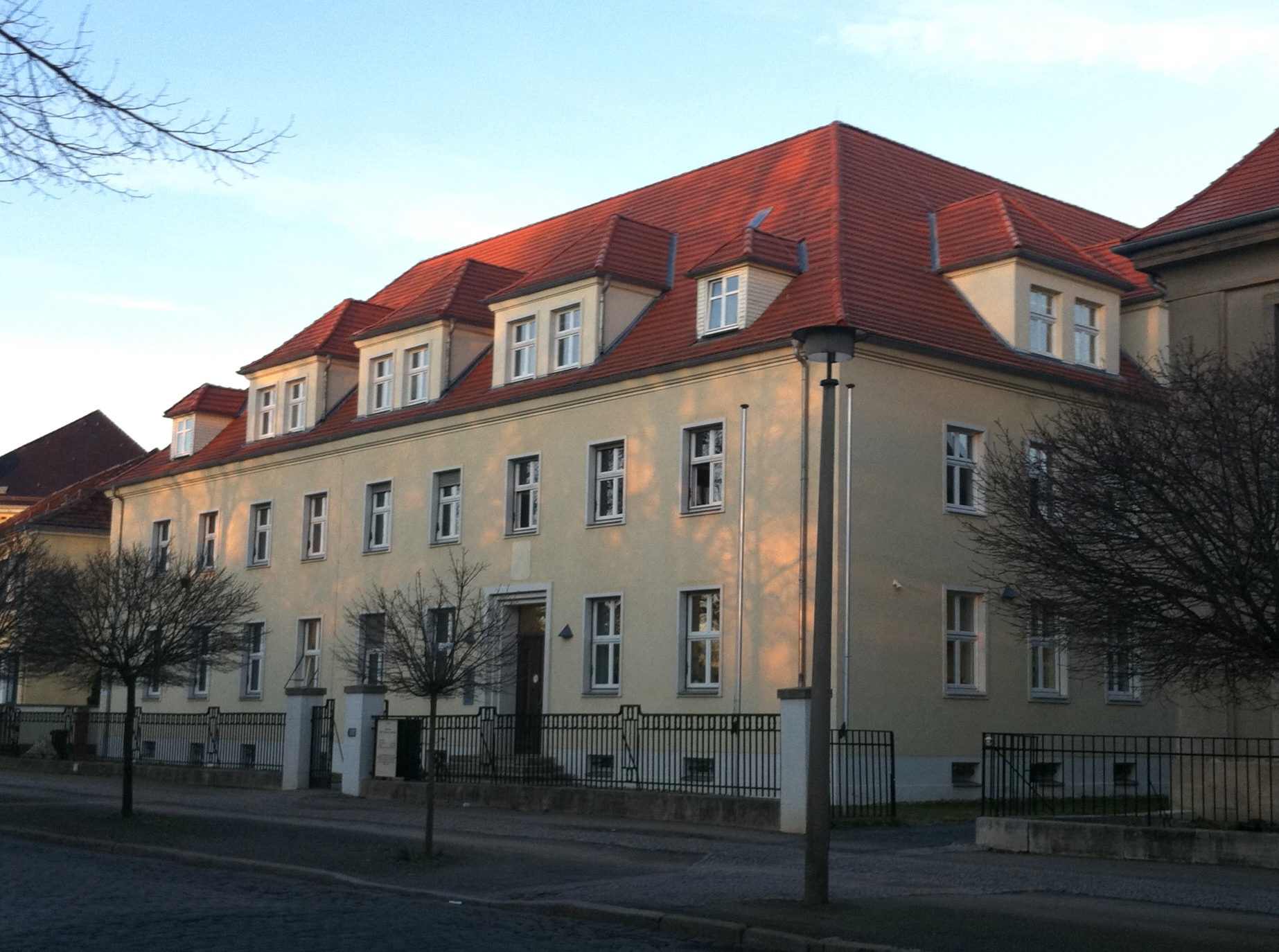
Amtsgericht Quedlinburg (2012)

Das Amtsgericht Quedlinburg ist ein Gericht der ordentlichen Gerichtsbarkeit in Deutschland. Es gehört zum Bezirk des Landgerichtes Magdeburg und des Oberlandesgerichtes Naumburg.

## Lage
Sitz des Gerichtes ist Quedlinburg. Das Amtsgebäude befindet sich an der Adresse Adelheidstraße 2, östlich der historischen Quedlinburger Innenstadt.

## Gerichtsbezirk
Zum Gerichtsbezirk gehört die Stadt Ballenstedt mit den Ortsteilen Asmusstedt, Badeborn, Opperode, Radisleben und Rieder, die Stadt Falkenstein/Harz mit den Ortsteilen Endorf, Ermsleben, Meisdorf, Neuplatendorf, Reinstedt, Pansfelde und Wieserode, die Stadt Harzgerode mit den Ortsteilen Alexisbad, Bärenrode, Dankerode, Friedrichshöhe, Güntersberge, Königerode, Neudorf, Rinkemühle, Schielo, Silberhütte, Siptenfelde, Straßberg, die Stadt Quedlinburg mit den Ortsteilen Bad Suderode, Stadt Gernrode, Gersdorfer Burg, Morgenrot, Münchenhof und Quarmbeck, die Stadt Thale mit den Ortsteilen Allrode, Altenbrak, Friedrichsbrunn, Neinstedt, Treseburg, Warnstedt, Weddersleben und Westerhausen sowie die Verbandsgemeinde Vorharz mit den Ortsteilen Ditfurt, Hausneindorf, Hedersleben, Heteborn und Wedderstedt.

## Geschichte
In Preußen bestand seit 1849 das Appellationsgericht Halberstadt und diesem nachgelagert das Kreisgericht Quedlinburg. Im Rahmen der Reichsjustizgesetze wurden diese aufgehoben und durch Land- und Amtsgerichte ersetzt. Das königlich-preußische Amtsgericht Quedlinburg wurde mit Wirkung zum 1. Oktober 1879 als eines von acht Amtsgerichten im Bezirk des Landgerichtes Halberstadt gebildet. Der Sitz des Gerichtes war Quedlinburg. Der Amtsgerichtsbezirk bestand aus folgenden Teilen des Kreises Aschersleben: der Stadtbezirk Quedlinburg und die Amtsbezirke Ditfurt, Suderode, Thale und Westerhausen. Im Jahre 1888 waren am Gericht drei Richter tätig, es war damit ein mittelgroßes Gericht im Landgerichtsbezirk.
Nach dem Zweiten Weltkrieg wurde das Landgericht Halberstadt 1945 in der SBZ aufgehoben, und das Amtsgericht Quedlinburg wurde dem Landgericht Magdeburg zugeordnet. Im Jahre 1952 wurden das Amtsgericht Quedlinburg aufgehoben und an seiner Stelle das Kreisgericht Quedlinburg geschaffen. Dieses war für den Kreis Quedlinburg zuständig und dem Bezirksgericht Halle nachgeordnet. Nach dem Zusammenbruch der DDR wurde das Amtsgericht Quedlinburg 1992 neu eingerichtet. Im Jahre 2001 wurde auf den damaligen Dienstsitz des Amtsgerichtes Quedlinburg ein Brandanschlag verübt. Das Feuer brach in den Kellerräumen aus. Neben alten Verwaltungsunterlagen des Gerichtes wurden etwa 120 Akten, insbesondere von Zivilverfahren aus der Zeit vor 1977, vernichtet.

## Gerichtsgebäude
Ab 1815 hatte das Gericht seinen Sitz im Salfeldschen Palais. Später, bis zum Jahr 2010, befand sich der Sitz in der Halberstädter Straße 45, nördlich der Altstadt. Der jetzige Dienstsitz diente zuvor als Finanzamt, stand jedoch vor dem Einzug des Amtsgerichtes leer. In der Zeit nach 1998 wurde das Gebäude unter Denkmalschutz gestellt und wird im örtlichen Denkmalverzeichnis als Verwaltungsgebäude geführt.

## Persönlichkeiten
Zwischen 1874 und 1879 war der spätere Präsident eines Strafsenats am Reichsgericht Gustav Kaufmann als Kreisrichter in Quedlinburg tätig. Im Jahre 1902 wurde der spätere Reichsgerichtsrat Heinrich Fickler Amtsrichter in Quedlinburg.